# Mezőterebes
Mezőterebes (ukránul: Страбичово) település Ukrajnában, Kárpátalján, a Munkácsi járásban.

## Fekvése
Munkácstól délnyugatra, Várkulcsa és Csongor közt fekvő település.

## Története
Anyakönyvet 1769-től vezetnek.
A 18. század végén Vályi András így ír róla: „SZTRABICSO. Orosz falu Bereg Várm. földes Ura Gróf Schönborn Uraság, lakosai g. katolikusok, fekszik N. Lucskához 1/2 mértföldnyire; 2 nyomásbéli határja jó kukoritzát terem, erdeje van, de az árvíz rongállya, piatza Munkátson másfél mértföldnyire.”
Fényes Elek 1851-ben kiadott geográfiai szótárában így ír a városról: „Sztrabicsó, orosz falu, Beregh vmegyében, Munkácshoz dél-nyugotra 1 1/2 mfdnyire: 858 g. kath., 7 zsidó lak. Görög kath. parochia. Két nyomásbeli róna határán sok kukoriczát termeszt. Tölgyes erdő. F. u. gr. Schönborn.”
A trianoni béke előtt Bereg vármegye Munkácsi járásához tartozott. Az első világháborút követően a mesterségesen létrehozott Csehszlovákiához csatolták, majd 1939 márciusától ismét Magyarországhoz tartozott 1944 őszéig, amikor a szovjet csapatok megszállták.
Ennek következtében 1945-ben az Ukrán Szovjet Szocialista Köztársaság, s ezzel együtt a Szovjetunió részévé vált. 1991 óta a független Ukrajna része.

## Népessége
1910-ben 2008 lakosából 229 magyar, 19 német, 1580 ruszin volt; ebből 112 római katolikus, 1637 görögkatolikus, 183 izraelita volt.

## Nevezetességek
- Görögkatolikus fatemplomát Szent Demeter tiszteletére szentelték fel.